# Chybie (stacja kolejowa)
Chybie – stacja kolejowa w Chybiu, w województwie śląskim, w Polsce. Znajduje się na wysokości 262 m n.p.m.

## Historia
Stacja kolejowa w Chybiu została otwarta na przełomie 1855 i 1856 roku na odcinku Cesarsko-Królewskiej Uprzywilejowanej Kolei Północnej Cesarza Ferdynanda. W 1884 roku została otwarta cukrownia niedaleko stacji kolejowej. Został dodatkowo wytyczony szlak wąskotorowy do Drogomyśla. W dniu 12 lutego 1911 roku została otwarta wąskotorowa linia lokalna z dworca kolejowego do Strumienia. Przed budynkiem była zlokalizowana pętla oraz odgałęzienie przy rampie przeładunkowej. W okres międzywojennym przez miejscowość została poprowadzona linia kolejowa z Pawłowic do Skoczowa. Podczas przeprowadzanych elektryfikacji przebudowano układ torowy. Na stacji zlokalizowano dwa niskie perony wyspowe z blaszanymi wiatami. Kasy biletowe zamknięto na początku 2010 roku. 

## Ruch pasażerski
| Rok  | Wymiana pasażerska na dobę |
| ---- | -------------------------- |
| 2017 | 10-19                      |
| 2022 | 50-99                      |